# The Meanest Man in the World (film, 1943)
Pour les articles homonymes, voir The Meanest Man in the World.
Pour plus de détails, voir Fiche technique et Distribution.
The Meanest Man in the World est un film de procès américain réalisé par Sidney Lanfield et sorti en 1943.

## Synopsis
Richard Clarke, avocat dans une petite ville, se rend à New York pour tenter d'y faire fortune.

## Fiche technique
- Réalisation : Sidney Lanfield
- Scénario : George Seaton et Allan House d'après une pièce de George M. Cohan
- Musique : Cyril J. Mockridge
- Image : J. Peverell Marley
- Lieu de tournage : 20th Century Fox Studios, Los Angeles
- Montage : Robert Bischoff
- Durée : 57 minutes
- Date de sortie : 
  - États-Unis :12 février 1943

## Distribution
- Jack Benny : Richard Clarke
- Priscilla Lane : Janie Brown
- Eddie Anderson : Shufro
- Edmund Gwenn : Frederick P. Leggitt
- Matt Briggs : Arthur Brown
- Anne Revere : Kitty Crockett
- Margaret Seddon : Mrs. Frances H. Leggitt
- Helene Reynolds
- Ralph Byrd
- Mae Marsh
- Will Wright